# Secret in their eyes (película)
Secret in their eyes (titulada en España El secreto de una obsesión y en Hispanoamérica El secreto de sus ojos) es una película de suspense de 2015 escrita y dirigida por Billy Ray y una adaptación de la película argentina El secreto de sus ojos, cuyo guion está basado igualmente en la novela La pregunta de sus ojos de Eduardo Sacheri. 
Es una coproducción entre Estados Unidos, Reino Unido, Corea del Sur y España, y está protagonizada por Chiwetel Ejiofor, Nicole Kidman y Julia Roberts, con Dean Norris, Michael Kelly, Joe Cole y Alfred Molina en papeles secundarios.
Fue estrenada por STXfilms el 20 de noviembre de 2015 y tuvo una recepción ambigua por parte de los críticos, que elogiaron sus actuaciones pero cuestionaron desfavorablemente las diferencias respecto a la original.

## Argumento
En 2002, poco después del 11 de septiembre, Ray Kasten, un agente antiterrorista del FBI, y su amiga Jessica "Jess" Cobb, investigadora de la oficina del fiscal de distrito de Los Ángeles, conocen a la nueva fiscal de distrito, Claire Sloan. Jess y Ray reciben una llamada sobre un cuerpo femenino desconocido hallado en un contenedor de basura cerca de una mezquita local, que Ray había estado investigando en búsqueda de posibles vínculos terroristas. En el escenario del crimen, ambos quedan devastados tras descubrir que la víctima es Carolyn, la hija de 18 años de Jess, cuyo cuerpo ha sido blanqueado por dentro y por fuera para destruir las pruebas de ADN tanto de violación como de asesinato.
Se suponía que Ray se reuniría con Carolyn para planear una fiesta sorpresa para Jess pero llegó tarde debido a conflictos laborales. Por ello se siente responsable de su muerte, mientras que Jess siente la creciente necesidad de mudarse fuera de la ciudad. Mientras ayuda a Jess a empaquetar, Ray ve fotografías de un pícnic organizado para las autoridades en las que se ve a un joven mirando a Carolyn. Ray escanea la foto y la compara con Anzor Marzin, que es un informante en la investigación de terrorismo. El fiscal Martín Morales se muestra reacio a perseguir a Marzin, por temor a que comprometa la investigación sobre terrorismo. El oficial Reggie Siefert trae a un sospechoso llamado Aban Ghazala, del que Ray se percata de que no es el asesino.
Ray obliga a Siefert a admitir que utilizó a Ghazala como chivo expiatorio para proteger a Marzin. Ray y el detective Bumpy Willis rastrean y arrestan a Marzin en el Dodger Stadium. Claire discute con Ray sobre sus métodos mientras se burla de Marzin al afirmar que no era capaz de cometer el crimen, a la vez que le provoca autoexhibiéndose, forzándole a confesar el crimen y atacar a Claire. Ray vence a Marzin, lo que lleva a Morales a ordenar la liberación de Marzin. Mientras Marzin se regodea, Ray enfurecido sugiere que lo maten antes de que escape, pero Jess se niega a seguir ese camino, diciendo que la muerte sería demasiado fácil para él. Después de su liberación, la policía encuentra la camioneta de Marzin, pero Siefert la quema para destruir las pruebas contra Marzin.
Trece años después, Ray, ahora jefe de seguridad de los Mets de Nueva York, regresa a Los Ángeles y se reúne con Claire, ahora fiscal del distrito, mientras que Jess, que ha sido asocial desde la pérdida de su hija, es la principal investigadora de Claire. Ray ha encontrado a un hombre llamado Clay Beckwith, que cree que es Marzin y vive bajo un alias. La investigación finalmente conduce a un tiroteo con Beckwith en el que muere Siefert. Beckwith y sus hombres son arrestados, pero Jess insiste en que Beckwith no es Marzin.
Cuando Ray y Claire visitan la aislada granja de Jess, ella confiesa que encontró y mató a Marzin trece años antes, poco después de que Ray se fuera de Los Ángeles. Más tarde, Ray sigue a Jess a su granero y descubre que Marzin en realidad está vivo, después de haber estado encarcelado en una jaula durante más de una década. Marzin le ruega a Ray que le pida a Jess que hable con él. Ray saca su arma y se la deja a Jess mientras sale y comienza a cavar una tumba. Ray escucha a Jess dispararle a Marzin. Los dos se encuentran con una sensación de alivio mientras Claire cierra oficialmente el caso de Carolyn.

## Reparto
- Chiwetel Ejiofor como Raymond "Ray" Kasten
- Nicole Kidman como Claire Sloan
- Julia Roberts como Jessica "Jess" Cobb
- Dean Norris como Bumpy Willis
- Michael Kelly como Reginald "Reg" Siefert
- Alfred Molina como Martín Morales
- Zoe Graham como Carolyn Cobb
- Lyndon Smith como Kit
- Joe Cole como Anzor Marzin / Clay Beckwith
- Don Harvey como Fierro
- Mark Famiglietti como el sargento de servicio Jacobs
- Ross Partridge como Ellis

## Producción
El 20 de enero de 2015, STX Entertainment adquirió los derechos estadounidenses de la película. La misma empresa también produjo la película. 

### Rodaje
La fotografía principal comenzó el 26 de enero de 2015 en Los Ángeles. El 27 de enero se llevó a cabo el rodaje en el Parque Santa Anita.

## Estreno
STX había planificado inicialmente el estreno de la película el 23 de octubre de 2015, pero en julio de 2015 se decide demorar la fecha de su estreno definitivo al 20 de noviembre de 2015.
El primer avance de la película se lanzó el 30 de junio de 2015.

### Medios domésticos
Secret in Their Eyes se lanzó en DVD y Blu-ray en los Estados Unidos el 23 de febrero de 2016.

## Recepción

### Recaudación
Secret in Their Eyes recaudó 20,2 millones de dólares en Norteamérica y otros 12 millones de dólares más en otros territorios para sumar un total global de 32,2 millones de dólares, frente a un presupuesto de 19,5 millones de dólares. 
En Norteamérica, la película se estrenó junto con Los juegos del hambre: Sinsajo - Parte 2 y La noche anterior el 20 de noviembre de 2015. En su primer fin de semana, se proyectaba que recaudaría entre 7 y 9 millones de dólares en 2.392 salas. La película recaudó 170.000 dólares en sus proyecciones el jueves por la noche y 2,3 millones de dólares en su primer día. En su primer fin de semana, la película recaudó 6,7 millones de dólares, quedando quinta en taquilla. 

### Respuesta de la crítica
En Rotten Tomatoes, la película tiene un índice de aprobación del 39% según 149 reseñas, con una calificación promedio de 5.3/10 . El consenso crítico del sitio dice: "Secret in Their Eyes desperdicia su increíble elenco en una nueva versión que no logra mejorar, o incluso presentar un caso convincente para su propia existencia además del notable original". En Metacritic, la película tiene una puntuación promedio ponderada de 45 sobre 100, basada en 28 críticas, lo que indica "críticas mixtas o promedio". En CinemaScore, el público le dio a la película una calificación promedio de "B-" en una escala de A+ a F.
El escritor Manuel Betancour de Remezcla dijo que la película "ofrece un ejemplo de libro de texto de lo que a menudo se pierde en la traducción cuando se rehacen películas extranjeras para el público estadounidense".